# Vincent Muselli
Pour les articles homonymes, voir Muselli.
Vincent Muselli est un poète français, né à Argentan le 22 mai 1879, mort à Paris le 28 juin 1956.

## Biographie
De 1909 à 1914, il fut l'un des collaborateurs de la revue Les Marges, dirigée par Eugène Montfort, émanation de la Ligue des Amis du latin.
Ses vers étaient déjà appréciés par ses condisciples du Quartier latin (Paris) quand il publie en 1914 son premier recueil, Les Travaux et les Jeux, éreinté par Paul Léautaud dans la revue Le Mercure de France. Il est, peu de temps, dans le professorat libre, ce qui l'amène dans le Koenisberg. Puis il revient à Paris, où il se consacre à l'écriture. Ses poèmes sont souvent des quatrains ou des sonnets.
Il reçoit en 1932 le Grand Prix Petitdidier de la Maison de Poésie, dont il devient membre en 1938.
Il repose au cimetière du Montparnasse, division 9.
Il a vécu rue du Beigle à Argentan où on peut voir une plaque à son sujet.

« Il a traversé les orages de la poésie moderne sans apparemment rien en retenir. Quant à ses maîtres [...] ce sont pour le passé : Scève, Tristan, Malherbe, Saint-Amant, Voiture ; et parmi les contemporains : Baudelaire et Mallarmé, Moréas et du Plessys, Toulet et Valéry. Ces noms dessinent assez bien la carte signalétique d'un poète qui n'a pas démérité d'une telle ascendance. Néoclassique, donc, si l'on tient à quelque étiquette . »

## Œuvre

### Poésie
- Les Travaux et les jeux, Bergue, Paris, 1914
- Les Masques, sonnets héroï-comiques, G. Chrétien, 1919
- Les Travaux et les jeux, lithographies de André Derain, J. E. Pouterman, 1929
- Les Sonnets à Philis, J. E. Pouterman, 1930
- Les Strophes de contre-fortune, J. E. Pouterman, 1931
- Les Sonnets moraux, J. E. Pouterman, 1931
- Les Sept Ballades de contradiction, 1938
- Poèmes, Jean Renard, 1943
- Les Convives, P. Gaudin, 1947
- Sept poèmes, suivis d'une étude par Jean Soulairol, Points et Contrepoints, 1947
- Les douze pas des Muses, Ed. Pierre Gaudin, 1952
- Les Épigrammes, P. Gaudin, 1952
- L'Œuvre poétique, Points & contrepoints, 1954

### Contes
- Le Traité de paix. Porul. La Cathédrale. Les Manies de Félicien Malcour, Les Belles lectures, 1952